# Бикон Сквер (Флорида)
Бикон Сквер (енгл. Beacon Square) насељено је место без административног статуса у америчкој савезној држави Флорида.

## Демографија
По попису из 2010. године број становника је 7.224, што је 39 (-0,5%) становника мање него 2000. године.
| Група             | 2000.         | 2010.         |
| Белци             | 6.745 (92,9%) | 6.040 (83,6%) |
| Афроамериканци    | 75 (1,0%)     | 226 (3,1%)    |
| Азијати           | 59 (0,8%)     | 114 (1,6%)    |
| Хиспаноамериканци | 279 (3,8%)    | 718 (9,9%)    |
| Укупно            | 7.263         | 7.224         |